# Bleek bodemwevertje
Het bleek bodemwevertje (Formiphantes lephthyphantiformis) is een spinnensoort in de taxonomische indeling van de hangmatspinnen (Linyphiidae).
Het dier behoort tot het geslacht Formiphantes. De wetenschappelijke naam van de soort werd voor het eerst geldig gepubliceerd in 1907 door Embrik Strand.